# مخيم الدوحة
يُعد معسكر الدوحة إحدى القواعد الرئيسية للجيش الأمريكي في الكويت، وكان له دور كبير في الوجود العسكري الأمريكي في الشرق الأوسط منذ حرب الخليج عام 1991، بالإضافة إلى غزو العراق عام 2003. يتواجد المجمع على شبه جزيرة صغيرة في خليج الكويت، غرب مدينة الكويت.

## بدايات المخيم
كان المجمع في بداياته يتكون من مجموعة مستودعات صناعية كبيرة. واستلم الجيش الأمريكي المجمع في عملية الرعد الصحراوية عام 1998 وحوّلهُ إلى ما هو عليه حالياً.

## تاريخ معسكر الدوحة
ضم المعسكر القيادة المركزية لقوات الجيش الأمريكي في الكويت وقوات التحالف أو ما تُسمى بقوات المهام المشتركة الأمامية- الكويت.
أُعتبرَ مركزاً عصبياً لجميع العمليات الأمريكية في العراق والشرق الأوسط. وأُستخدم المعسكر كنقطة عبور رئيسية لكل من أفراد قوات حلف الشمال الأطلسي والولايات المتحدة أثناء التوجه إلى أفغانستان.

## أعداد أفراد المخيم
ومن الجدير بالذكر أنه تمركز في المعسكر ألفا فرد من العسكريين والمدنيين، بإلاضافة إلى عدة آلاف من الأفراد الإضافيين أثناء تنقلهم وتحركاتهم لمناطق أُخرى.

## إعلان إغلاق مخيم الدوحة
وفي نيسان عام 2005، أعلن الجيش الأمريكي بان أفراد المعسكر سيتم تقسيمهم بين معسكر بيورينغ ومعسكر أريفجان. أًغلِقَت القاعدة بشكل رسمي في عام 2006.

## انفجار وحريق مجمع الذخائر الشمالي
على أعتاب الحادي عشر من تموز عام ألف وتسعمئة وواحد وتسعين على أطراف الساعة 10:20 صباحًا، استيقظت المدينة على انفجار جهاز تدفئة مُعطل في حاملة ذخائر من نوع M992، والتي كانت مُحملة ب155 من القذائف المدفعية عيار 1 ملم.
حاول الأفراد المتواجدون إطفاء الحريق، لكن دون جدوى؛ مما أدى لإخلاء المجمع الشمالي؛ حيث استمرت عملية الإخلاء حتى الساعة 11:00 صباحًا، وحينها انفجرت طائرة من نوع M992، وأدى الانفجار إلى تناثر الذخائر المدفعية والقنابل الصغيرة والشظايا فوق المركبات والمخازن المحملة بالذخيرة القريبة من الموقع.
وقد أدى ذلك إلى سلسلة من الانفجارات والحرائق استمرت لساعات طويلة، مما أدى إلى تدمير المركبات والمعدات في المجمع الشمالي وتناثر الذخائر غير المنفجرة والحطام على معظم ما تبقى من المخيم. نتج عن الحرائق سحبًا متصاعدة من الدخان الأسود والأبيض ارتفعت مئات الأقدام في الهواء وانتشرت إلى الشرق والجنوب الشرقي، عبر أجزاء من المجمعين الشمالي والجنوبي، باتجاه مدينة الكويت.
وأُخمدت الحرائق ظهرًا للسماح بإجراء تقييم أولي للأضرار، ولم تقع أي وفيات؛ حيث وصل عدد الإصابات إلى 49 جنديًّا أمريكيًّا، اثنتان من الإصابات صُنفت كخطيرة، واشتملت على كسور والتواءات وكدمات وجروح قطعية أُصيب بها الجنود عندما حاولوا تسلق الجدار المحيط بالمجمع البالغ ارتفاعه 15 قدمًا للهروب من المجمع الشمالي، ومن ضمن الإصابات كان قد أُصيب 4 جنود بريطانيين بجروح طفيفة.
أدت نيران الانفجارات إلى إتلاف وتدمير 102 مركبة، منها 4 دبابات من طراز M1A1، بالإضافة إلى العديد من المركبات القتالية الأخرى. وتضرر أكثر من عشرين مبنى، قُدرت قيمة الذخائر التالفة والمتدمرة حوالي 15 مليون دولار، ومن ضمنها كان هناك 660 قذيفة من اليورانيوم المنضب M829 عيار 120 ملم.

## عمليات التنظيف في 23 تموز 1991
قُتل 3 من أعضاء فريق التخلص من الذخائر المتفجرة في 23 تموز عام 1991 أثناء عمليات تنظيف ما بعد الحادثة. حصل انفجار مفاجىء لذخيرة غير منفجرة مما أدى إلى مقتل كل من الرقيب أول دونالد تي مورفي الابن، الرقيب اول ريكي إل بانش، المهندس القتالي الجندي من الدرجة الأولى جوشوا جيه فليمنج.
استخدم فريق التخلص من الذخائر ناقلة الجنود المدرعة من طراز M113 (APC) لنقل الذخائر التي لم تنفجر من موقع الحادثة إلى موقع التخلص من الذخائر، والذي يبعُد 200 متر من معسكر الدوحة.
عَمِلَ الفريق على تفريغ الذخائر في الحفرة، ووُضِعت ذخيرة من نوع M113 بجوار الحفرة. وكان أحد الخبراء المتخصصين بإزالة المتفجرات في الجزء الخلفي من المقطورة والآخر ما زال في الحفرة عندما انفجرت خلال عملية نقلها.

## المزيد
- قائمة المنشآت العسكرية البريطانية المستخدمة خلال عملية تيليك

## روابط خارجية
- الموقع الرسمي للجيش الأمريكي في الكويت، يحتوي على معلومات عن معسكر الدوحة
- معلومات عن معسكر الدوحة في جلوبال سيكيوريتي

29°22′04″N 47°48′14″E / 29.36778°N 47.80389°E